# FA Community Shield 2020
Il FA Community Shield 2020 si è disputato il 29 agosto 2020 al Wembley Stadium di Londra.
A sfidarsi sono stati il Liverpool, campione d'Inghilterra in carica e l'Arsenal, detentore dell'ultima FA Cup.
Il trofeo è stato vinto dai Gunners 5-4 ai tiri di rigore, dopo l'1-1 dei tempi regolamentari. Per i londinesi si è trattato del sedicesimo successo nella manifestazione.

## Partecipanti
| Squadre   | Qualificazione                           | Partecipazioni precedenti (il grassetto indica la vittoria)                                                                             |
| --------- | ---------------------------------------- | --- |
| Liverpool | Vincitore della Premier League 2019-2020 | 22 (1922, 1964,1965,1966, 1971, 1974, 1976, 1977, 1979, 1980, 1982, 1983, 1984, 1986, 1988, 1989, 1990, 1992, 2001, 2002, 2006, 2019)   |
| Arsenal   | Vincitore della FA Cup 2019-2020         | 22 (1930, 1931, 1933, 1934, 1935, 1936, 1938, 1948, 1953, 1979, 1989, 1991, 1993, 1998, 1999, 2002, 2003, 2004, 2005, 2014, 2015, 2017) |

## Tabellino
| Arbitro: | Andre Marriner (Birmingham) |

|                                                    |                      |                                       |
| Aubameyang 12’                                     | Marcatori            | 73’ Minamino                          |
| Nelson Maitland-Niles Cédric David Luiz Aubameyang | Tiri di rigore 5 – 4 | Salah Fabinho Brewster Minamino Jones |

| Arsenal | Liverpool |

| P               | 26 | Emiliano Martínez         |     |
| D               | 16 | Rob Holding               |     |
| D               | 23 | David Luiz                |     |
| D               | 3  | Kieran Tierney            | 83’ |
| C               | 2  | Héctor Bellerín           | 58’ |
| C               | 25 | Mohamed Elneny            |     |
| C               | 34 | Granit Xhaka              |     |
| C               | 15 | Ainsley Maitland-Niles    |     |
| A               | 7  | Bukayo Saka               | 82’ |
| A               | 30 | Eddie Nketiah             | 82’ |
| A               | 14 | Pierre-Emerick Aubameyang |     |
| A disposizione: |    |                           |     |
| P               | 1  | Bernd Leno                |     |
| D               | 4  | William Saliba            |     |
| D               | 17 | Cédric Soares             | 58’ |
| D               | 31 | Sead Kolašinac            | 83’ |
| C               | 28 | Joe Willock               | 82’ |
| C               | 32 | Emile Smith Rowe          |     |
| C               | 54 | James Olayinka            |     |
| A               | 24 | Reiss Nelson              | 82’ |
| A               | 47 | Tyreece John-Jules        |     |
| Allenatore:     |    |                           |     |
| Mikel Arteta    |    |                           |     |

| P               | 1  | Alisson             |     |       |
| D               | 76 | Neco Williams       |     | 59’   |
| D               | 12 | Joe Gomez           |     |       |
| D               | 4  | Virgil van Dijk     |     |       |
| D               | 26 | Andrew Robertson    |     |       |
| C               | 7  | James Milner        | 57’ | 59’   |
| C               | 3  | Fabinho             |     |       |
| C               | 5  | Georginio Wijnaldum |     | 90+2’ |
| A               | 11 | Mohamed Salah       |     |       |
| A               | 9  | Roberto Firmino     |     | 83’   |
| A               | 10 | Sadio Mané          |     |       |
| A disposizione: |    |                     |     |       |
| P               | 13 | Adrián              |     |       |
| D               | 21 | Kōstas Tsimikas     |     |       |
| D               | 89 | Billy Koumetio      |     |       |
| C               | 8  | Naby Keïta          |     | 59’   |
| C               | 16 | Marko Grujić        |     |       |
| C               | 17 | Curtis Jones        |     | 83’   |
| C               | 67 | Harvey Elliott      |     |       |
| A               | 18 | Takumi Minamino     |     | 59’   |
| A               | 24 | Rhian Brewster      |     | 90+2’ |
| Allenatore:     |    |                     |     |       |
| Jürgen Klopp    |    |                     |     |       |